# 3-я бронетанковая дивизия (Сирия)
3-я бронетанковая дивизия (араб. االفرقة الثالثة المدرعة‎) — тактическое соединение Сирийской арабской армии, ответственное за обеспечение безопасности северного подхода к Дамаску. Дивизия базируется в военном комплексе близ Кутайфы и традиционно считается одной из самых надежных обычных дивизий правительства Башара Асада.

## Структура
Дивизия является частью 3-го армейского корпуса Сирийской арабской армии и состоит из 47-й бронетанковой бригады, 65-й бронетанковой бригады, 81-й бронетанковой бригады, 21-й механизированной бригады и неизвестного артиллерийского полка.
По состоянию на 2011 год дивизия находилась под командованием генерал-майора Наима Джасема Сулеймана.
В 2013 году в состав дивизии входили:
- 47-я бронетанковая бригада
- 65-я бронетанковая бригада
- 81-я бронетанковая бригада
- 21-я механизированная бригада
- артиллерийский полк[3]

## История
3-я бронетанковая дивизия под командованием генерала Шафика Файада сыграла ключевую роль в разгроме восстания «Братьев-мусульман» в 1980-х годах. Во время конфликта вся дивизия была переброшена в Алеппо в марте 1980 года и целый год находилась в городе в качестве гарнизона. Британский журналист Патрик Сил (Patrick Seale) писал о том, что «почти на каждой улице стояли танки». Сил также написал об инциденте, когда генерал Файад стоял на башне танка и заявлял, что «он был готов убивать тысячу человек в день, чтобы избавить город от паразитов „братьев-мусульман“».
Дивизия также использовалась в правительственном наступлении на Хаму, при этом основу наступления составляли 47-я бронетанковая и 21-я механизированная бригады дивизии.
Отчёты «Братьев-мусульман» после восстания предполагали, что три четверти офицеров и треть солдат этих бригад были алавитами.
Подразделение под командованием Файада также сыграло ключевую роль в блокировании попытки государственного переворота в 1984 году, предпринятой Рифатом Асадом. 3-я дивизия вместе со спецназом Хайдара и Республиканской гвардией вступила в бой с парамилитарными «оборонными ротами» Рифата в Дамаске. В то время как силы специального назначения развернули противотанковые взвода на улицах Дамаска, чтобы противостоять бронетанковым колоннам Рифата, и окружили базы Рифата снайперами, бронетанковые силы Файада обеспечили бронетанковую поддержку и огневую мощь, чтобы полностью изолировать Дамаск снаружи, так что подразделения оборонных рот за пределами Дамаска (в Ливане и дальше на север) не смогли проникнуть в Дамаск, в результате около 30 000 человек из сил Рифата в окрестностях Дамаска оказались фактически в ловушке.

### Гражданская война в Сирии
Хьюман Райтс Вотч обвинила подразделение в причастности к подавлению протестов в начале гражданской войны в Сирии. В частности, утверждалось, что соединение участвовало в насильственном подавлении протестов в Думе и Даръа в апреле 2011 года. В Думе подразделение якобы участвовало в произвольных арестах, разграблении домов и расстреле безоружных протестующих.
С тех пор соединение участвовало в кампании в мухафазе Дамаск.